# Костюк Олександр Володимирович
Олександр Володимирович Костю́к (нар. 3 лютого 1949, Житомир) — український скульптор, живописець; член Національної спілки художників України з 1994 року; заслужений художник України з 2009 року.

## Біографія
Народився 3 лютого 1949 року в місті Житомирі (тепер Україна). 1970 року закінчив Київський художньо-промисловий технікум, після чого працював у Житомирських художньо-виробничих майстернях. Живе в Житомирі в будинку на площі Короленка, 5, квартира 11.

## Творчість
Створює скульптури малих форм, вироби монументально-декоративного мистецтва, мозаїки. Серед робіт:
- чеканка «Наука» (1974);
- живопис — «Батько» (1978);
- монументально-декоративні панно:
  - «Квіти дружби» (1979);
  - «Сузір'я Космосу» (1987);
  - «Космос» (1987);
  - «Риби» (1989);
  - «Веселі дзвоники» (1991);
- декоративно-просторові композиції:
  - «Чарівний ліс» (1990);
  - «Ранок» (1998);
- вази:
  - «Іриси» (1993);
  - «Натхнення» (1997);
  - «Тріо» (2005);
- ваза для інтер'єру «Півники» (1993);
- пам'ятник жертвам голодомору 1933 (2006; архітектор Петро Перевозник);
- погруддя Тараса Шевченка (2007).

Бере участь у мистецьких виставках з 1982 року. Персональна відбулася у Житомирі у 1999 році.
Деякі твори зберігаються у Житомирському краєзнавчому музеї.